# Mycedium robokaki
Mycedium robokaki är en korallart som beskrevs av Karl von Moll och George Newton Best 1984. Mycedium robokaki ingår i släktet Mycedium och familjen Pectiniidae. IUCN kategoriserar arten globalt som livskraftig. Inga underarter finns listade i Catalogue of Life.

## Bildgalleri

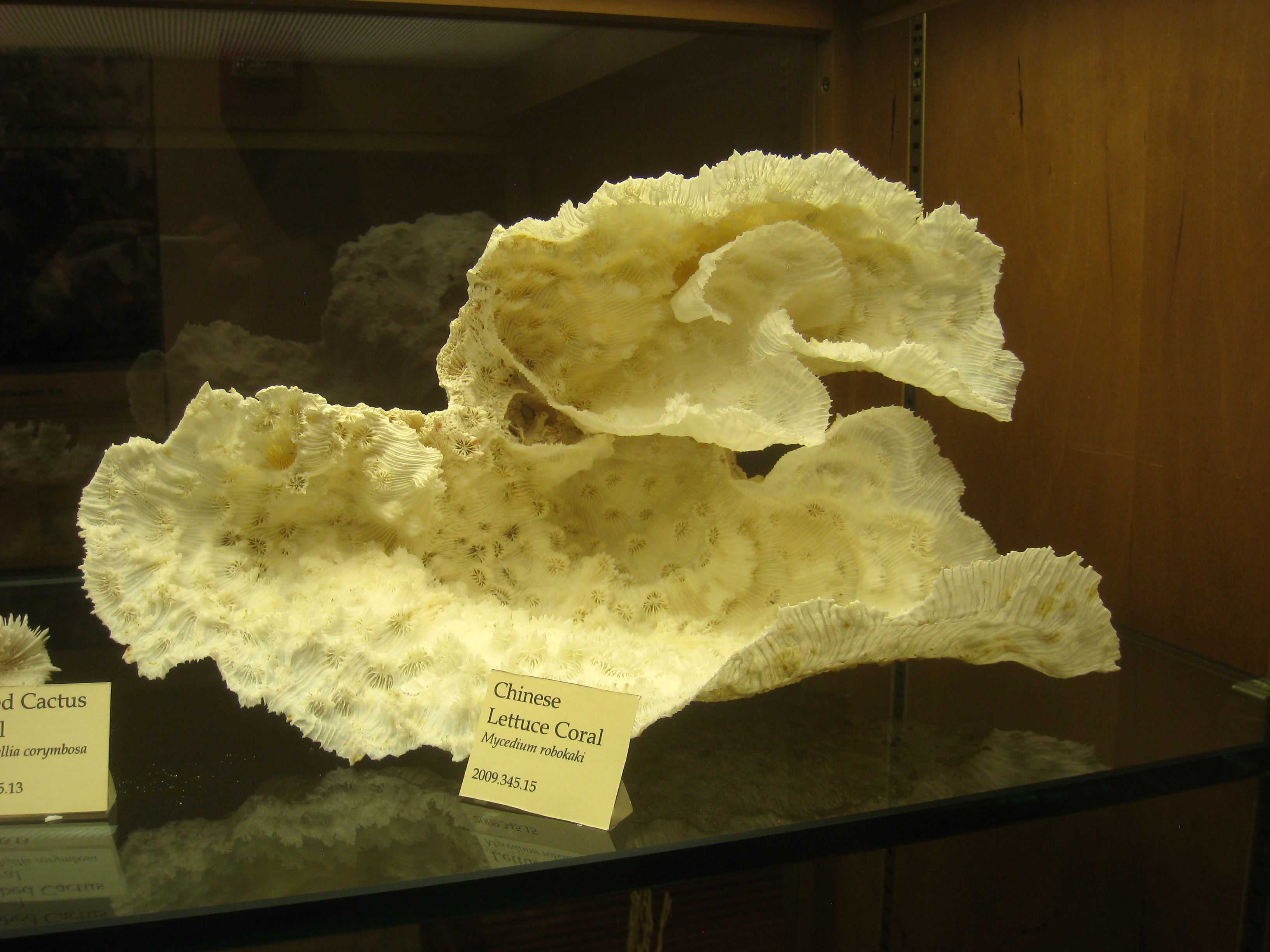